# Szent Mihály és Gábriel arkangyalok fatemplom (Apahida)
Az apahidai Szent Mihály és Gábriel arkangyalok fatemplom műemlékké nyilvánított épület Romániában, Kolozs megyében. A romániai műemlékek jegyzékében a  CJ-II-m-B-07518 sorszámon szerepel.